# Phleng Chat
Phleng Chat (เพลงชาติ) er Thailands nationalsang, taget i brug den 10. december 1939. Teksten er skrevet af Luang Saranupraphan, mens Phra Chen-Duriyang (Peter Feit, søn af en tysk indvandrer) skrev melodien.
Sangen blev i få dage efter statskuppet i 1932, sendt via radio for første gang i juli det samme år. Khun Wichitmatra skrev de oprindelige ord. I 1939 blev navnet på landet ændret fra Siam til Thailand, og det blev forventet om at skabe nye ord til teksten. Luang Saranuprapans bidrag vandt. Statsminister Phibunsongkhram gav ordre til, at sangen skulle spilles hver dag klokken 8.00 og 18.00, da alle måtte stå for at markere respekt. Denne lov gælder fortsat, og thailændere står to gange om dagen, men som regel når nationalsangen bliver spillet.

## Tekst med transskription
| Originaltekst                | Transskription                                    |
| ---------------------------- | ------------------------------------------------- |
| ประเทศไทยรวมเลือดเนื้อชาติเชื้อไทย | Pra thet thai ruam lueghad nu'a chat chu'a thai   |
| เป็นประชารัฐ ไผทของไทยทุกส่วน    | Pen pra cha rat pha thai kho'ng thai thuk suan    |
| อยู่ดำรงคงไว้ได้ทั้งมวล            | Yu dam rong khong wai dai thang muan              |
| ด้วยไทยล้วนหมาย รักสามัคค        | Duay thai luan mai rak sa mak khi                 |
| ไทยนี้รักสงบ แต่ถึงรบไม่ขลาด       | Thai ni rak sa ngop tae thu'ng rop mai khlat      |
| เอกราชจะไม่ให้ใครข่มข           | Ek ka raj ja mai hai khrai khom khi               |
| สละเลือดทุกหยาดเป็นชาติพล        | Sa la luead thuk yat pen chat p'hli               |
| เถลิงประเทศชาติไทยทวี มีชัย ชโย   | Tha loeng pra thet chat thai tha wi mi chai ch'yo |

## Oversat
Thailand er bygget op af kødet og thailændernes blod
jorden i faderlandet tilhører barnet
der har de boet frie i lang tid
alle thailænderne ønsker at forblive samlet
de søger fred, men viger ikke fra strid.
De lader ingen ligge dem under sig
men ofrer sin sidste dråbe blod for landet
og vinder landet en skinnende sejr.